# Оржеховський Олександр Федорович
Оржеховський (Оржешовський) Олександр Федорович (? — ?) — командир полку Дієвої Армії УНР.

## Біографія
Останнє звання у російській армії — ротмістр.
У складі кадрів 7-го гусарського Білоруського полку навесні 1918 року поступив на службу до Армії Української Держави. З грудня 1918 року до квітня 1919 року — командир 7-го кінно-козачого Володимир-Волинського (згодом — 29-го кінного дієвого) полку Дієвої Армії УНР. 21 квітня 1919 року через хворобу здав посаду сотнику Смовському.
Невдовзі перейшов до Збройних Сил Півдня Росії, де служив у відновленому збірному ескадроні 7-го гусарського Білоруського полку. Загинув у бою з червоними.